# Musikantenbrunnen (Ettlingen)

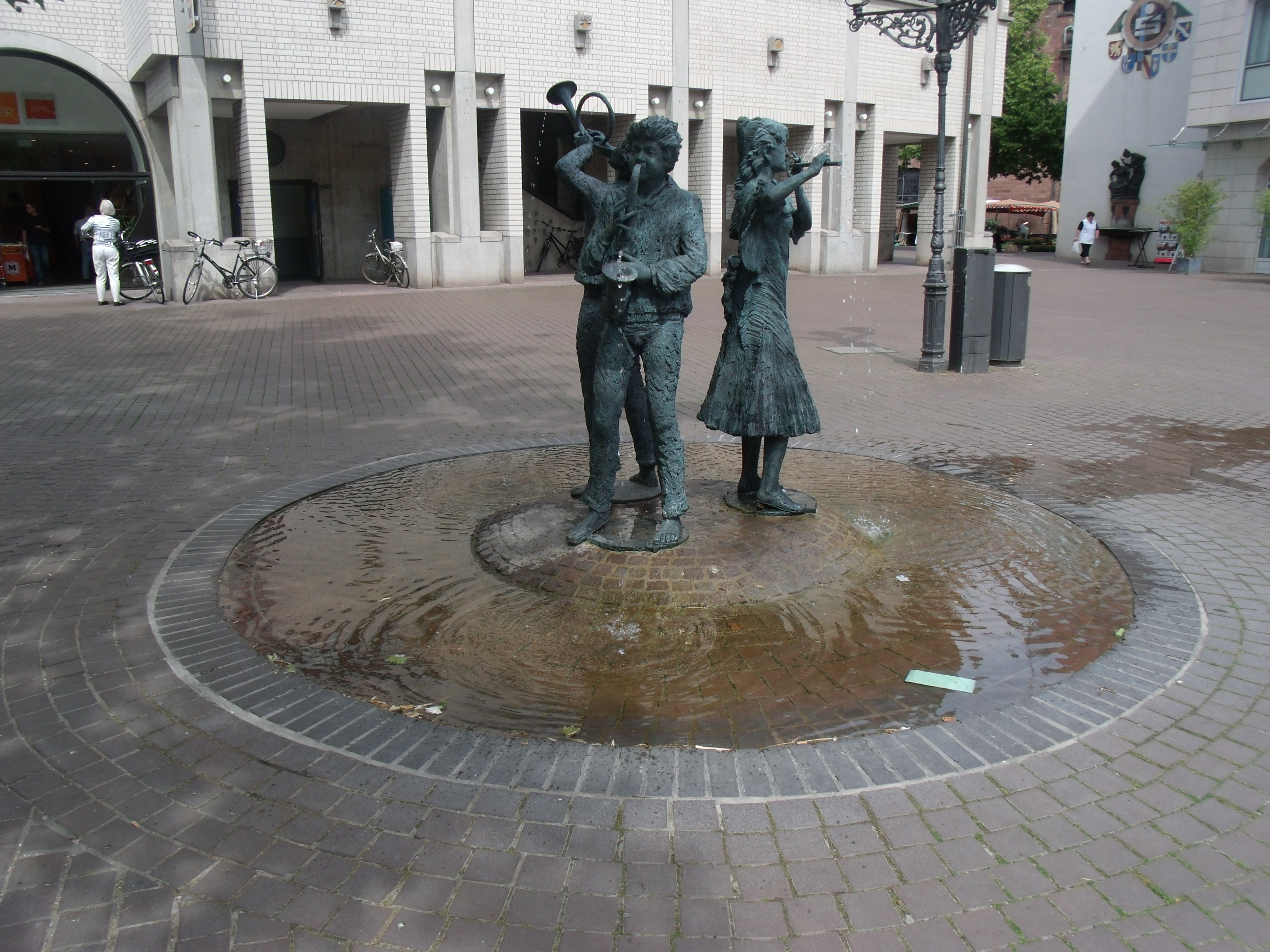
Musikantenbrunnen Ettlingen

Der Musikantenbrunnen ist ein Kunstwerk am Neuen Markt in Ettlingen. Es besteht aus Bronze und wurde 1984 installiert. Die drei Musiker, zwei Männer und eine Frau, spielen Saxophon, Waldhorn und Querflöte.